# フィリップ・ヒューズ (クリケット選手)
フィリップ・ジョエル・ヒューズ（Phillip Joel Hughes, 1988年11月30日 - 2014年11月27日）は、オーストラリアのクリケット選手。2014年11月に行われた試合で倒れ、その後死去した。

## 来歴
ヒューズはニューサウスウェールズ州マックスビル出身。2008年にはICC U19クリケット・ワールドカップで代表選出。2009年2月には史上2番目の若さでオーストラリア代表に選出され、ダーバンで行われた南アフリカ戦に出場。シェフィールド・シールドでは最優秀選手にも選ばれた。
ヒューズはNSW代表として2012年まで在籍。2013年からは南オーストラリアチームとしても活躍。IPLでもムンバイ・インディアンズの一員としても活躍していた。しかし2014年11月25日、シドニーで行われたNSW戦で頭部を打ち、その後セント・ビンセント病院で死亡が宣告された。享年25。

## 死後の反応
ヒューズの死去を受けて国際クリケット評議会（ICC）はヒューズの哀悼の意を表するとの声明を出し、クリケット・オーストラリアはブリスベンで行われる予定だったインドとのテストマッチを2週間延期すると決めた。